# 湖広総督
湖広総督（ここうそうとく、満洲語：ᡥᡡᡤᡠᠸᠠᠩ ᠨᡳ
ᡠᡥᡝᠷᡞ
ᡣᠠᡩ᠋ᠠᠯᠠᠷᠠ
ᠠᠮᠪᠠᠨ　転写：hūguwang ni uheri kadalara amban）は、中国清王朝の地方長官の官職である。湖広省（湖北省・湖南省）の総督として管轄地域の軍政・民政の両方を統括した。
正式な官職名は後に湖北湖南総督に改称されるが、明代に湖北省・湖南省も湖広省に属していたことから湖広総督が当初の名称として使われた。

## 沿革
- 1644年（順治元年）に湖広総督が設置された。総督府は武昌に置かれ、湖北と湖南を管轄した。
- 1668年（康熙7年）、廃止される。
- 1670年（康熙9年）、再度設置される。
- 1680年（康熙19年）、川湖総督に改称するが同年中に湖広総督に戻される。
- 1687年（康熙26年）、湖北湖南総督に改称される。
- 1904年（光緒30年）、これ以降湖広総督が湖北巡撫を兼任するようになる。

## 参考資料
- 清史稿 巻一百十六・志九十一 『職官三：外官』